# Station Płaza
Station Płaza is een spoorwegstation in de Poolse plaats Płaza.